# Lahaina
Lahaina es el lugar designado por el censo (CDP) más grande en West Maui, condado de Maui, Hawái (Estados Unidos). Incluye los balnearios de Kaanapali y Kapalua. En el censo de 2010, el CDP tenía una población residente de 11 704 habitantes. Lahaina abarca la costa a lo largo de la ruta 30 de Hawái desde un túnel en el extremo sur, a través de Olowalu y hasta el CDP de Napili-Honokowai al norte. Durante la temporada turística, la población puede aumentar a casi 40 000 habitantes. Fue la capital del Reino de Hawái desde el año 1820 hasta el año 1845, en el cual la capitalidad fue traspasada a Honolulu. La popularidad de Lahaina como una escapada tropical ha hecho que sus propiedades inmobiliarias sean unas de las más caras de Hawái; muchas casas y condominios de lujo se venden por más de 5 millones de dólares.

## Historia

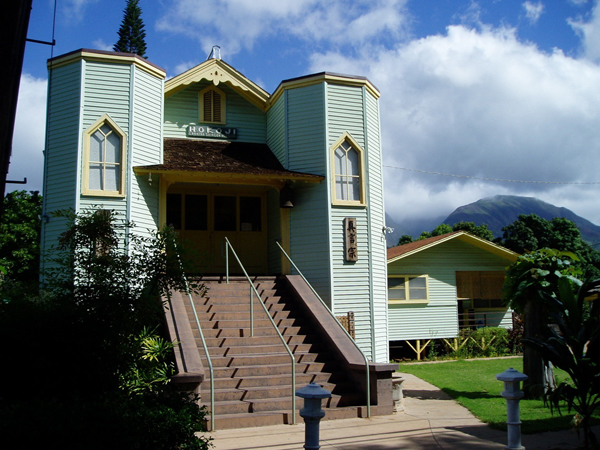
Misión Hokoji Shingon en el centro de Lahaina, un templo budista japonés

En la antigüedad, Lahaina fue la capital real de Maui Loa, aliʻi nui ("gran jefe") de la isla de Maui, después de que cediera la sede real de Hana al gobernante de la isla de Hawái. En Lahaina, el foco de actividad se encuentra a lo largo de Front Street, que se remonta a la década de 1820. Está repleta de tiendas y restaurantes y, a menudo, está repleta de turistas. 
El Banyan Court Park presenta un árbol de higuera excepcionalmente grande (Ficus benghalensis) plantado por William Owen Smith el 24 de abril de 1873, para conmemorar el 50 aniversario de la llegada de los misioneros cristianos. También es el sitio de las ruinas reconstruidas del Fuerte Lahaina, construido originalmente en 1832. Es el Banyan Tree más grande de los Estados Unidos.
Lele era un nombre antiguo de Lahaina. El nombre de la lengua hawaiana Lā hainā significa "sol cruel", que describe el clima seco y soleado. El distrito histórico de Lahaina promedia solo 330 mm de lluvia por año, gran parte de la cual ocurre de diciembre a febrero.

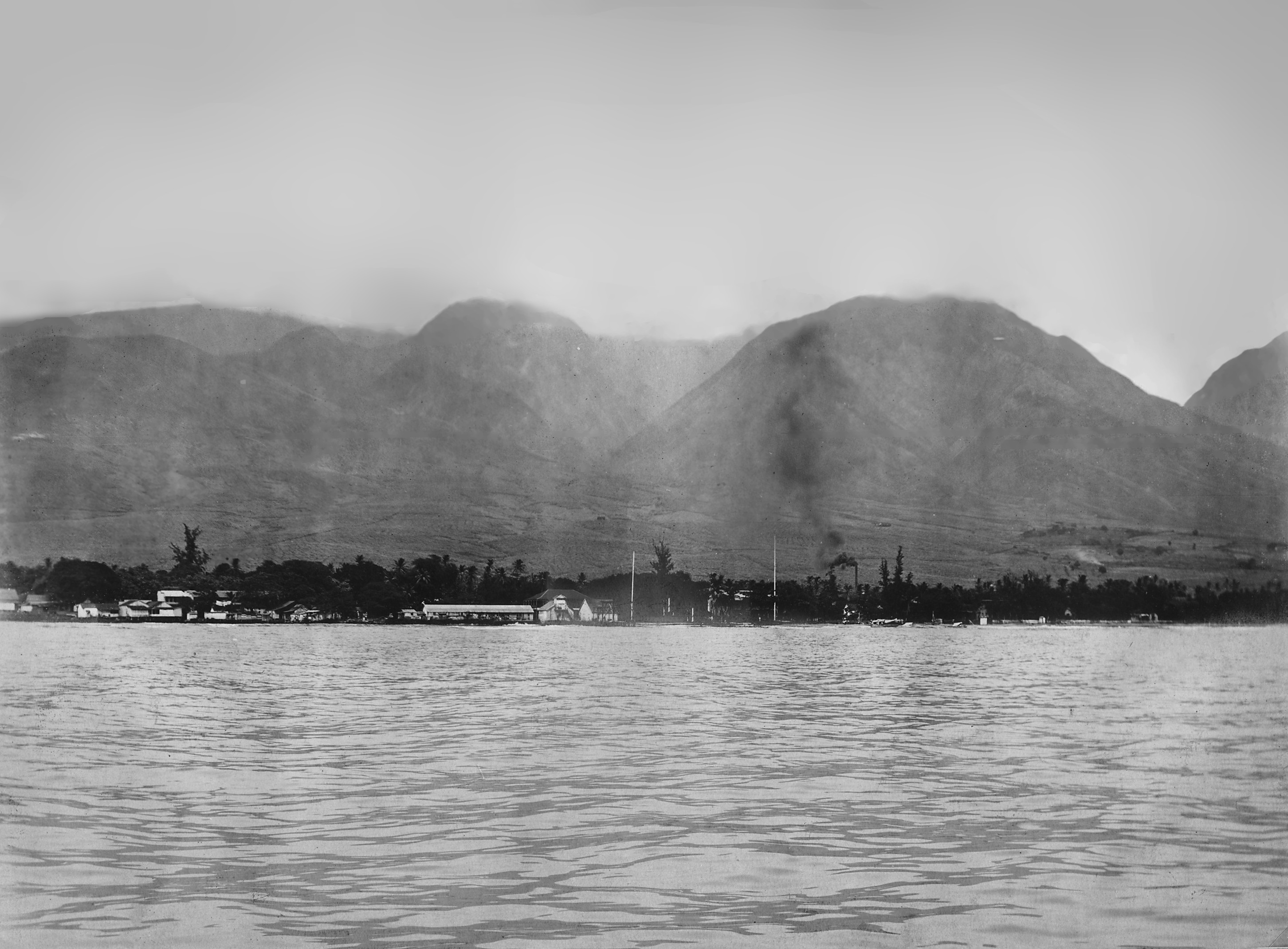
Lahaina a principios del siglo XX

En 1795, antes de la unificación de las islas, la ciudad fue conquistada por Kamehameha el Grande. Lahaina fue la capital del Reino de Hawái desde 1820 hasta 1845. El rey Kamehameha III, hijo de Kamehameha I, prefirió la ciudad a la bulliciosa Honolulu. Construyó un complejo palaciego en un 4047 m² isla Mokula rodeada por un estanque llamado Moku Hina, que se dice que es el hogar de Kiwahine, un protector espiritual de Maui y la línea real Pi'ilani, cerca del centro de la ciudad.
En 1824, a petición de los jefes, Betsey Stockton inició la primera escuela misionera abierta a la gente común. Alguna vez fue un destino importante para la flota ballenera del siglo XIX, cuya presencia en Lahaina solía generar conflictos con los misioneros cristianos que vivían allí. En más de una ocasión el conflicto fue tan severo que provocó disturbios de marineros e incluso el bombardeo de Lahaina por parte del ballenero británico John Palmer en 1827. En respuesta, el gobernador de Maui, Hoapili, construyó el antiguo fuerte de Lahaina en 1831 para proteger la ciudad de los marineros desenfrenados.
Lahaina fue la capital del Reino de Hawái desde 1820 hasta 1845, cuando la capital se trasladó a Honolulu. En el siglo XIX, Lahaina era el centro de la industria ballenera mundial, con muchos barcos de vela anclados en sus muelles; hoy las embarcaciones de recreo hacen su hogar allí. Front Street de Lahaina ha sido clasificada como una de las "Diez calles más grandes" por la Asociación Estadounidense de Planificación.

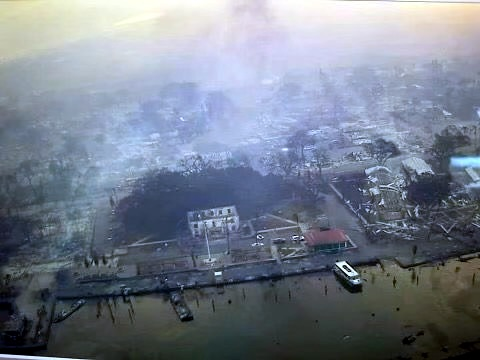
El Lahaina Banyan Court Park tras los incendios de 2023

En agosto de 2023, la mayor parte de Lahaina fue destruida por incendios forestales que asolaron la isla de Maui. Al 11 de agosto, al menos 55 personas habían sido confirmadas como fallecidas, y unas 11 000 personas debieron evacuar la ciudad. El gobernador de Hawái, Josh Green, estimaba que más de diecisiete mil inmuebles habían resultado destruidos por los incendios, incluyendo estructuras históricas como la Iglesia Waiola y el hotel Pioneer Inn, y gran parte del distrito histórico del centro de Lahaina centrado en Front Street, el Museo de la Casa Baldwin, la más antigua de la ciudad, y el Wo Hing Society Hall.

## Geografía
Según la Oficina del Censo de los Estados Unidos, el CDP tiene un área total de 24,1 km², de los cuales 20,2 son tierra y 1,5 agua.

## Clima
Hay muchos climas diferentes en los diferentes distritos de Lahaina. El distrito histórico es el más seco y tranquilo y alberga el pequeño puerto de embarcaciones. Kaanapali está al norte de una línea de viento y tiene el doble de lluvia anual y brisas frecuentes. Las áreas de Kapalua y Napili tienen casi cuatro veces la precipitación anual en comparación con el distrito histórico de Lahaina.
Lahaina tiene un clima tropical semiárido (Köppen BSh) con temperaturas cálidas durante todo el año.